# Enemion biternatum
Enemion biternatum là một loài thực vật có hoa trong họ Mao lương. Loài này được (Torr. & A.Gray) Raf. mô tả khoa học đầu tiên năm 1820.

## Hình ảnh

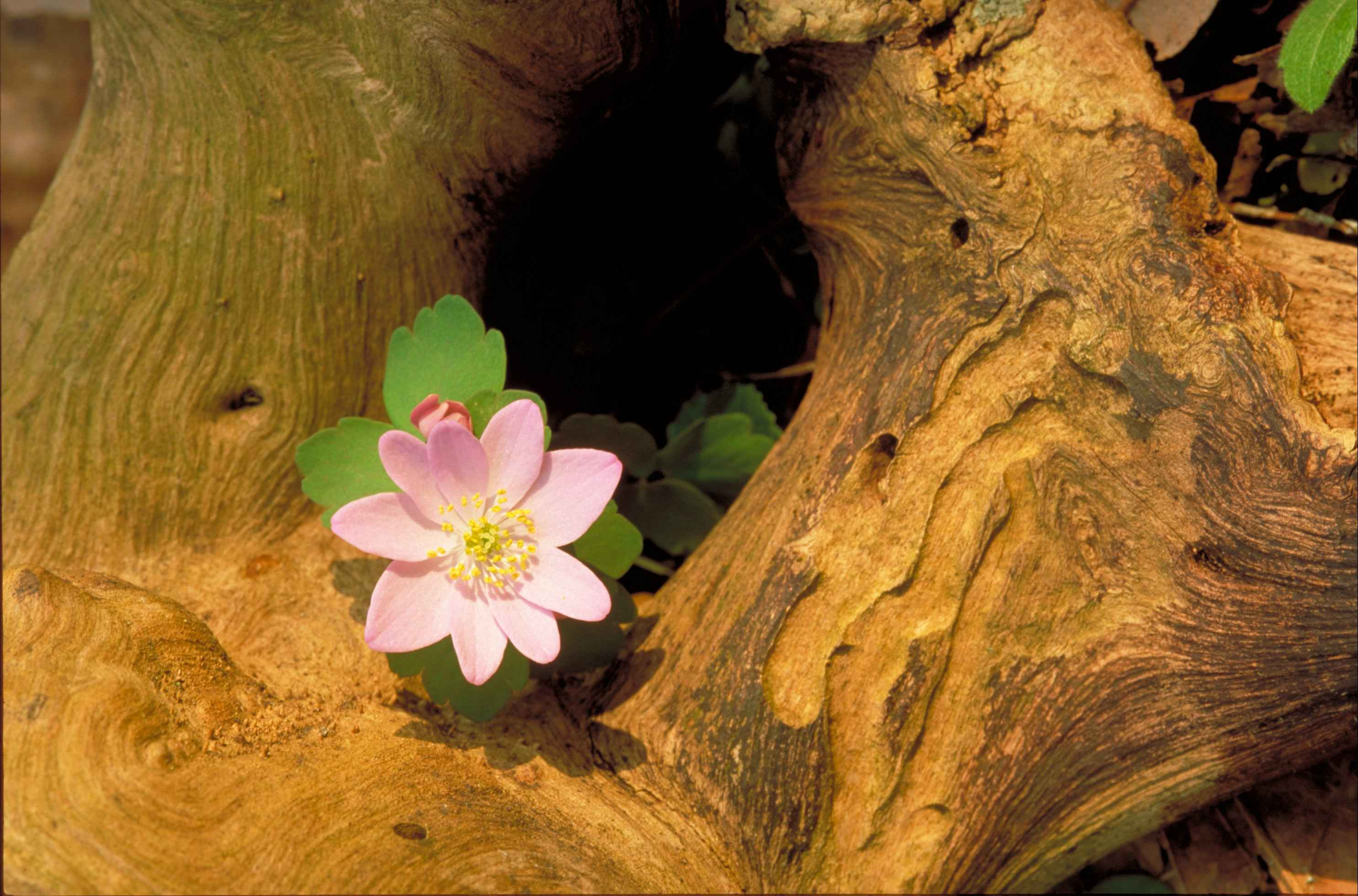
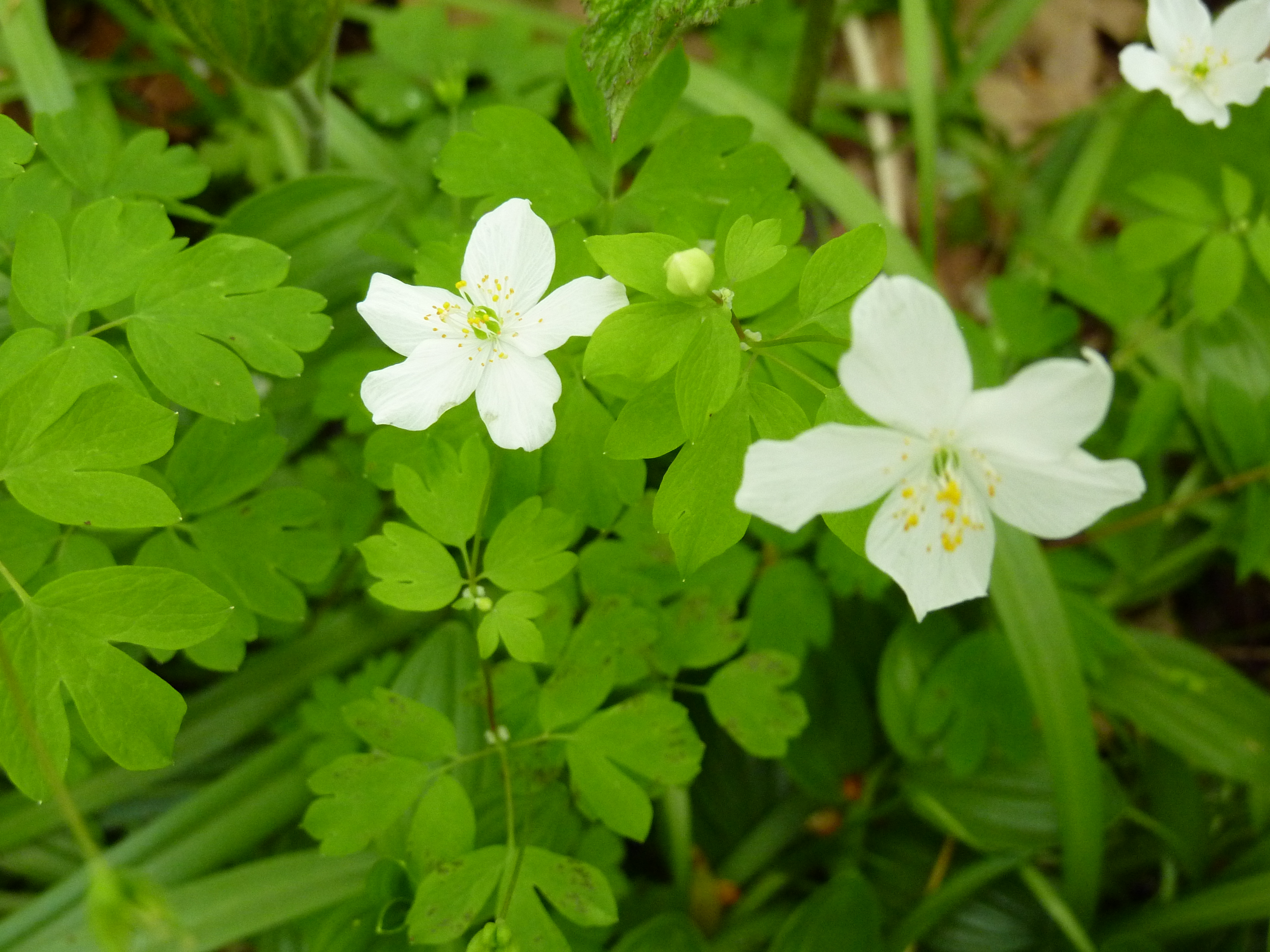
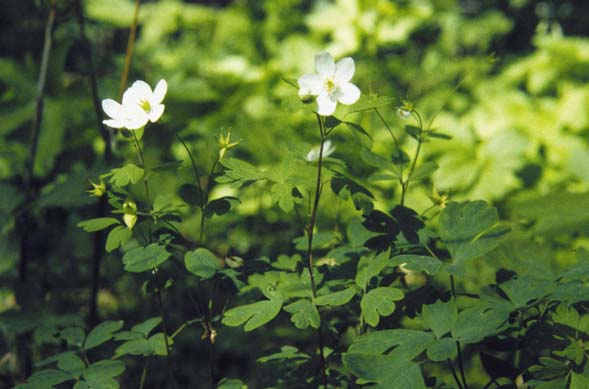
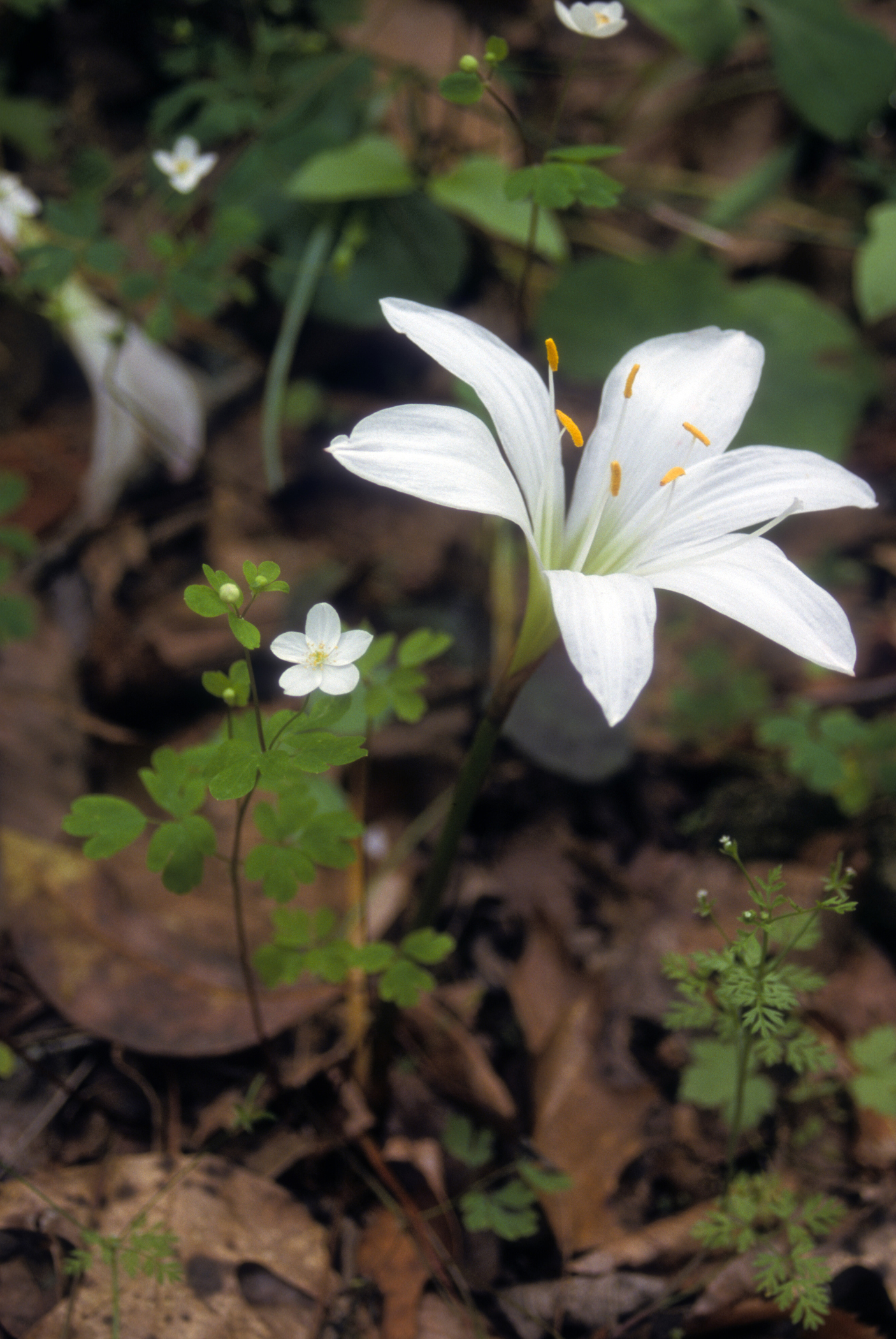